# Rwanda Wildlife Conservation Association
Die Rwanda Wildlife Conservation Association (RWCA) ist eine Naturschutzorganisation aus Ruanda.

## Geschichte

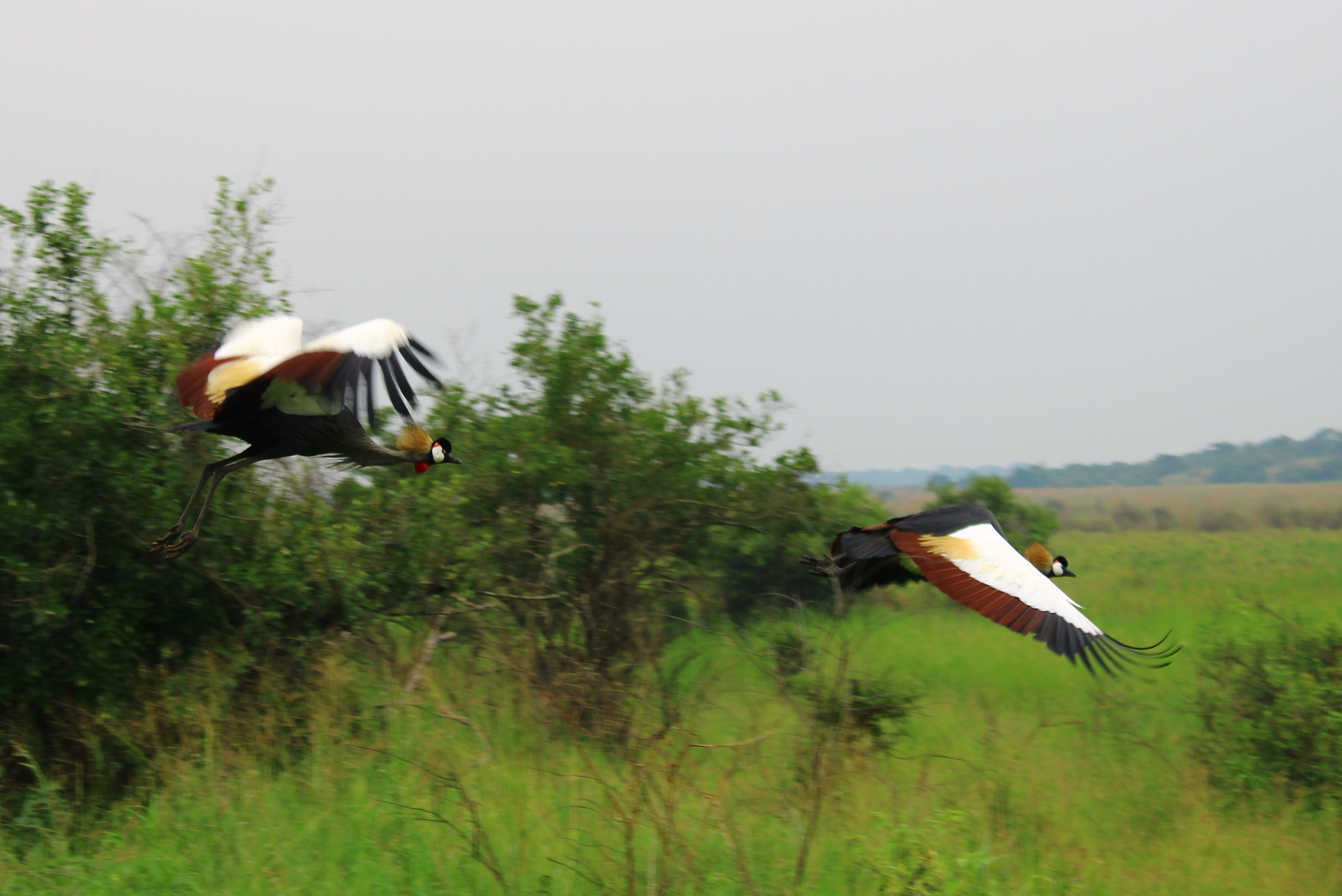
Zwei Südafrika-Kronenkraniche im Akagera-Nationalpark (2020)

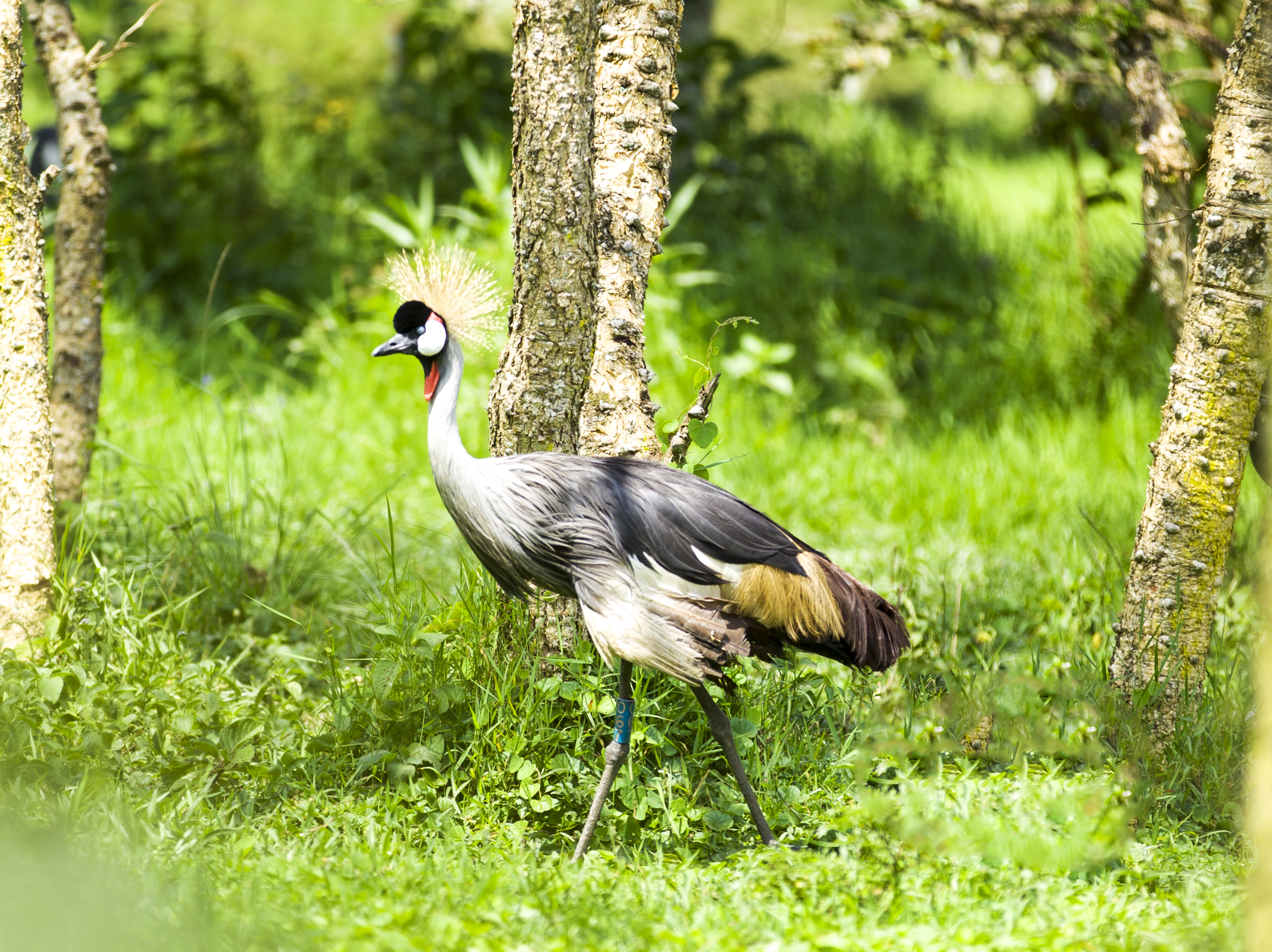
Südafrika-Kronenkranich im renaturierten Umusambi Village (2021)

Die RWCA wurde 2015 von Olivier Nsengimana gegründet, um den illegalen Tierhandel mit Südafrika-Kronenkranichen im Land zu bekämpfen. Die stark gefährdete Kranichart ist die einzige im Land vorkommende. Die Vögel stehen in Ruanda für Wohlstand und Langlebigkeit und wurden gerne in Hotel- und Privatgärten als Statussymbol gehalten. Nach einer Medienkampagne in Zusammenarbeit mit der ruandischen Regierung, die über die Bestandssituation aufklärte und den Haltern Amnestie versprach, konnten Stand Mai 2024 bisher 242 der Vögel aus den Privathaltungen befreit und teilweise wieder im Akagera-Nationalpark ausgewildert werden. Seit 2017 wird jährlich eine Bestandsaufnahme aus der Luft durchgeführt. Der Wildbestand der Kraniche im Land konnte sich demnach von 487 im Jahr 2017 auf Stand 2023 über 1200 Tiere erholen.
Die Rwanda Wildlife Conservation Association ist seit März 2021 Mitglied der IUCN („Weltnaturschutzorganisation“).

## Projekte
Neben dem Kampf gegen den illegalen Tierhandel mit Südafrika-Kronenkranichen und die Auswilderung der Tiere zählen zu den Projekten der RWCA:
- Umusambi Village: Das Feuchtgebiet im Distrikt Kicukiro wurde renaturiert und dient über 50 aus dem illegalen Tierhandel stammenden Südafrika-Kronenkranichen als neuer Lebensraum.
- Baumpflanzungen: Um Lebensräume wiederherzustellen werden seit 2017 Pflanzaktionen veranstaltet, bei denen einheimische Bäume gepflanzt und nachbetreut werden. So wurde beispielsweise im Rugezi-Feuchtgebiet ein Projekt zur Renaturierung gestartet, bei dem in Zusammenarbeit mit der lokalen Bevölkerung mehr als 30.000 einheimische Bäume auf zwei Inseln im Feuchtgebiet gepflanzt und weiter gepflegt werden. Das Projekt wird finanziell unter anderem vom Naturschutzbund Deutschland unterstützt.[9][3]
- Fledertierforschung: Es werden monatliche Zählungen von Tieren und Kolonien insbesondere des Palmenflughundes (Eidolon helvum) an verschiedenen Stellen im Land durchgeführt sowie Forschungsarbeit beispielsweise zu Bewegungsmustern und der Ausbreitung von Samen geleistet.
- Schuhschnabel (Balaeniceps rex): Die Population der gefährdeten Art in Ruanda zählt schätzungsweise weniger als 50 Tiere und findet sich im und um den Akagera-Nationalpark im Osten des Landes an der Grenze zu Tansania. Es werden Bestandsuntersuchungen und Sensibilisierungsprojekte in der Bevölkerung durchgeführt.
- Sitatungas (Tragelaphus spekii): Es werden Untersuchungen zur Bestandssituation der Antilopenart in Ruanda und Sensibilisierungsprojekte durchgeführt. Die in Sümpfen lebende Art wird von der IUCN global als nicht gefährdet eingestuft, verzeichnet jedoch vielerorts einen Populationsrückgang durch Lebensraumverluste und die Bejagung für Bushmeat.